# 靈烏賦
靈烏賦，係范仲淹所作之賦，大約於1036年完成。此賦主張言論自由及公義。名言「寧鳴而死，不默而生」正正出於此賦。

## 背景
范仲淹因認為，政壇腐敗，而提出意見，是以得罪權貴，而遭貶官。
范仲淹之詩友梅堯臣就寫了一首《靈烏賦》指，范仲淹於政壇多次直言，都被當成係烏鴉不祥之叫聲，所以希望范仲淹，以後學鳳凰報喜之叫聲，而不要像烏鴉般因報凶訊而被斥。
范仲淹以同樣題目《靈烏賦》回應梅堯臣，表達自己寧願因仗義執言而被陷害致死，也不沈默無語，茍且偷生。

## 內容
范仲淹認為，烏鴉縱使因報凶而使自己折翼、被烹，但都不願隱瞞凶訊而帶來災禍給人。范仲淹認為，烏鴉是在災禍未出現，就憂慮，烈火未熾，就恐懼。范仲淹認為，正因如此，所以烏鴉就要「寧鳴而死，不默而生」。

## 評論
- 胡適指，范仲淹之《靈烏賦》比帕特里克·亨利之「不自由，毋寧死」早740年，可以特別作為中國爭取自由史上之一段佳言。